# كونراد إيرنست
كونراد إيرنست (بالإنجليزية: Conrad Earnest)‏ هو لاعب كرة قدم أمريكي، ولد في 20 ديسمبر 1957 في وودستوك ‏ في الولايات المتحدة. لعب مع كليفلاند كوبراز ‏.